# Benjamin Marshall
Benjamin Marshall, né le 15 mai 1874 à Chicago et mort le 19 juin 1944 dans cette même ville, est un architecte américain.

## Biographie
Benjamin H. Marshall naît dans une riche famille du South Side de Chicago en 1874.
Jeune homme, il est impressionné par les hauts bâtiments de l’Exposition universelle de 1893, dite Exposition colombienne, et décide de devenir architecte.

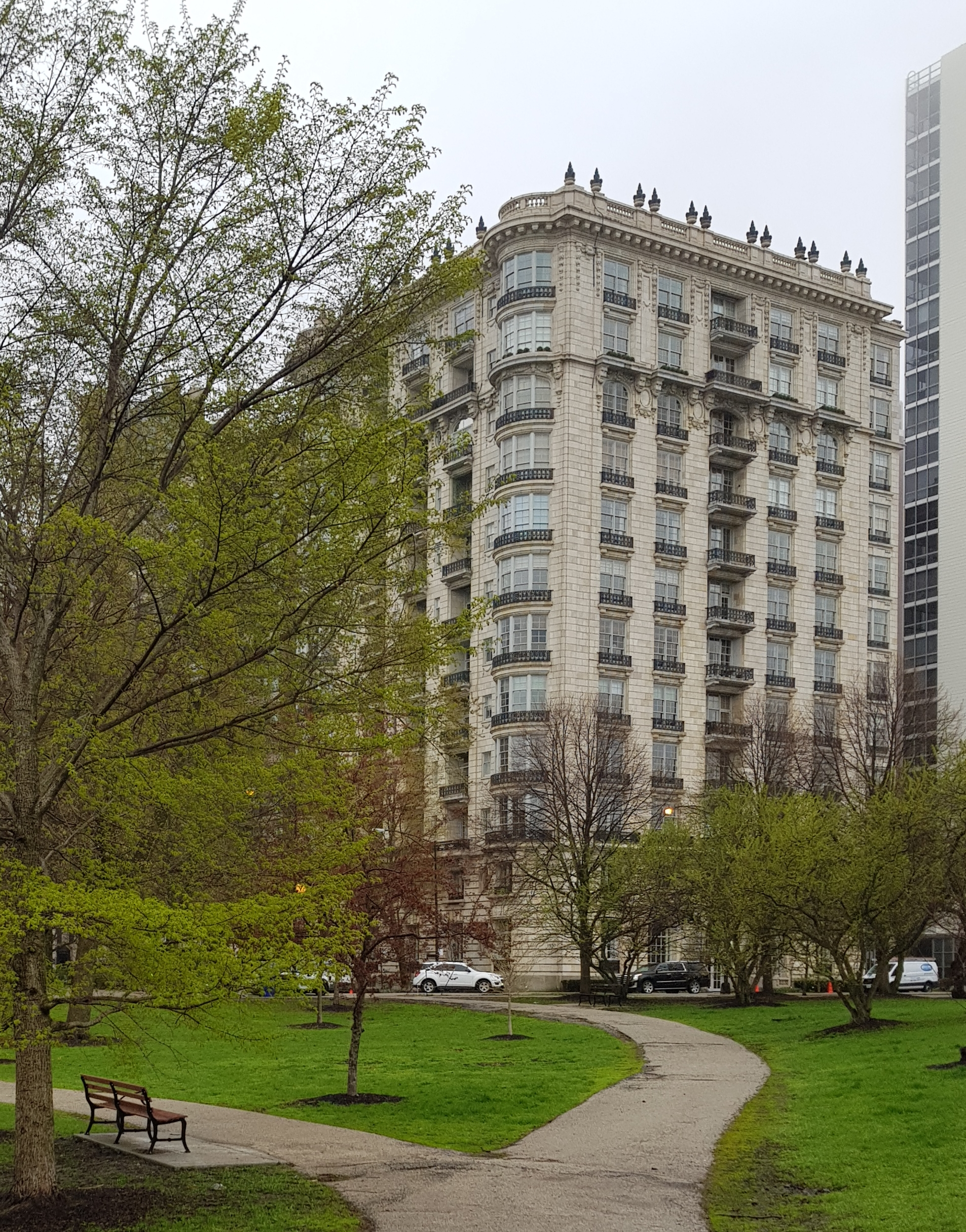
No 1550 North State Parkway, Chicago.

En 1902, il crée sa propre entreprise. Une de ses premières commandes, en 1903, est le théâtre Iroquois. Cinq semaines après son ouverture, celui-ci est gravement endommagé par un incendie provoquant la mort de 602 personnes. Cet événement tragique n’a que peu d’effet sur la carrière de l’architecte.
En 1905, Marshall fait équipe avec Charles Fox, ancien élève du Massachusetts Institute of Technology, créant le cabinet Marshall & Fox. Cette association ne prend fin qu’en 1926, à la mort de Fox.
Dans les années 1910, Marshall conçoit et finance le plus luxueux des apartment buildings de Chicago, au 1550 North State Parkway ; les plans de cet immeuble sont annotés en français.
Marshall prend sa retraite en 1938 et, à peu près à la même époque, s’installe au 44e étage du Drake Hotel, l’une de ses réalisations à Chicago, où il meurt dans sa suite le 19 juin 1944.

## Réalisations

### À Chicago
- Marshall Apartments, 1100 Lake Shore Drive (1905, démolis) ;
- Blackstone Hotel (1908-1910) ;
- Steger Building (1909-1910) ;
- 1550 North State Parkway (1911) ;
- Drake Hotel (1920) ;
- Edgewater Beach Apartments (1924) ;

## Galerie

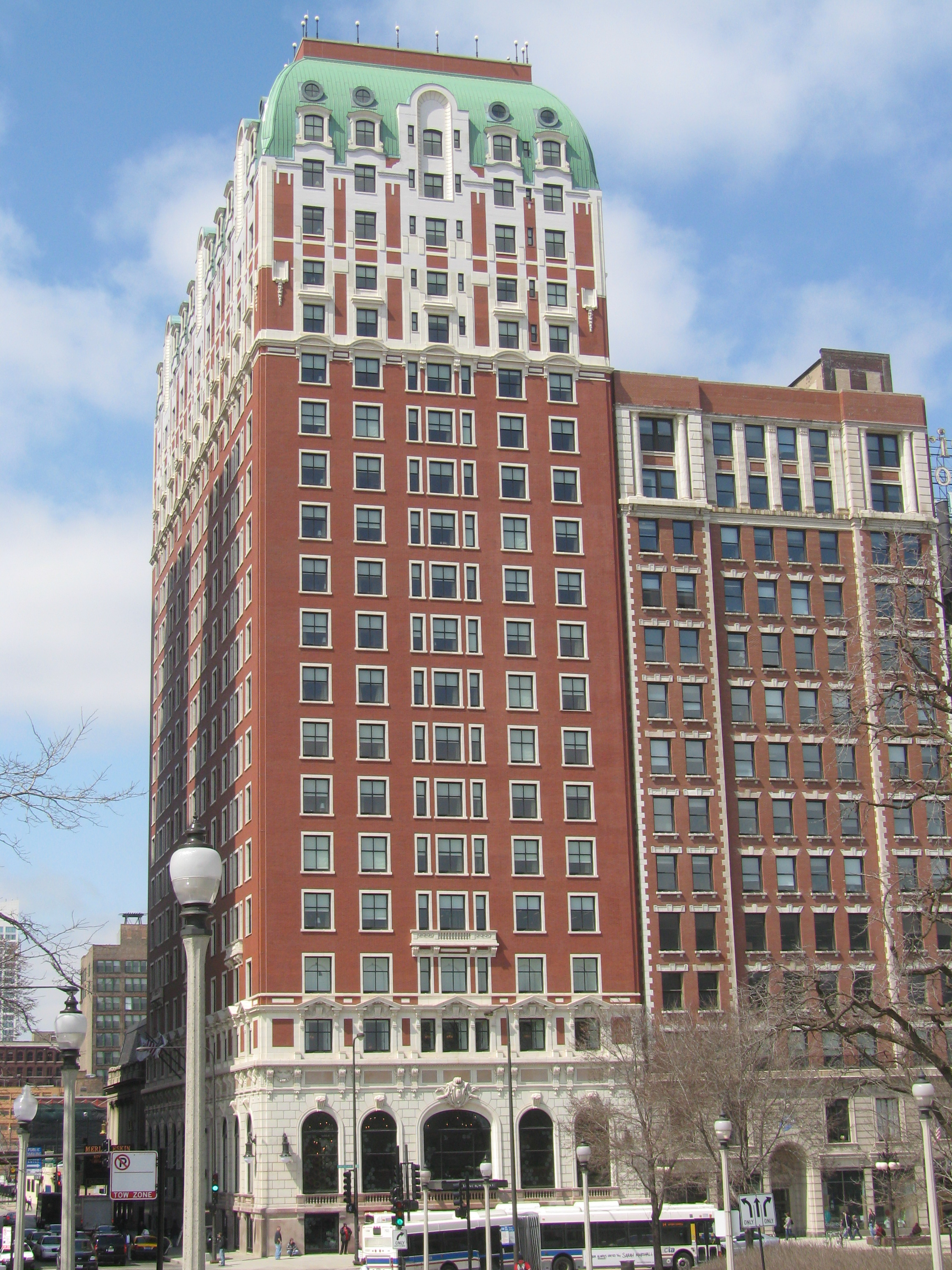
Blackstone Hotel (Chicago).
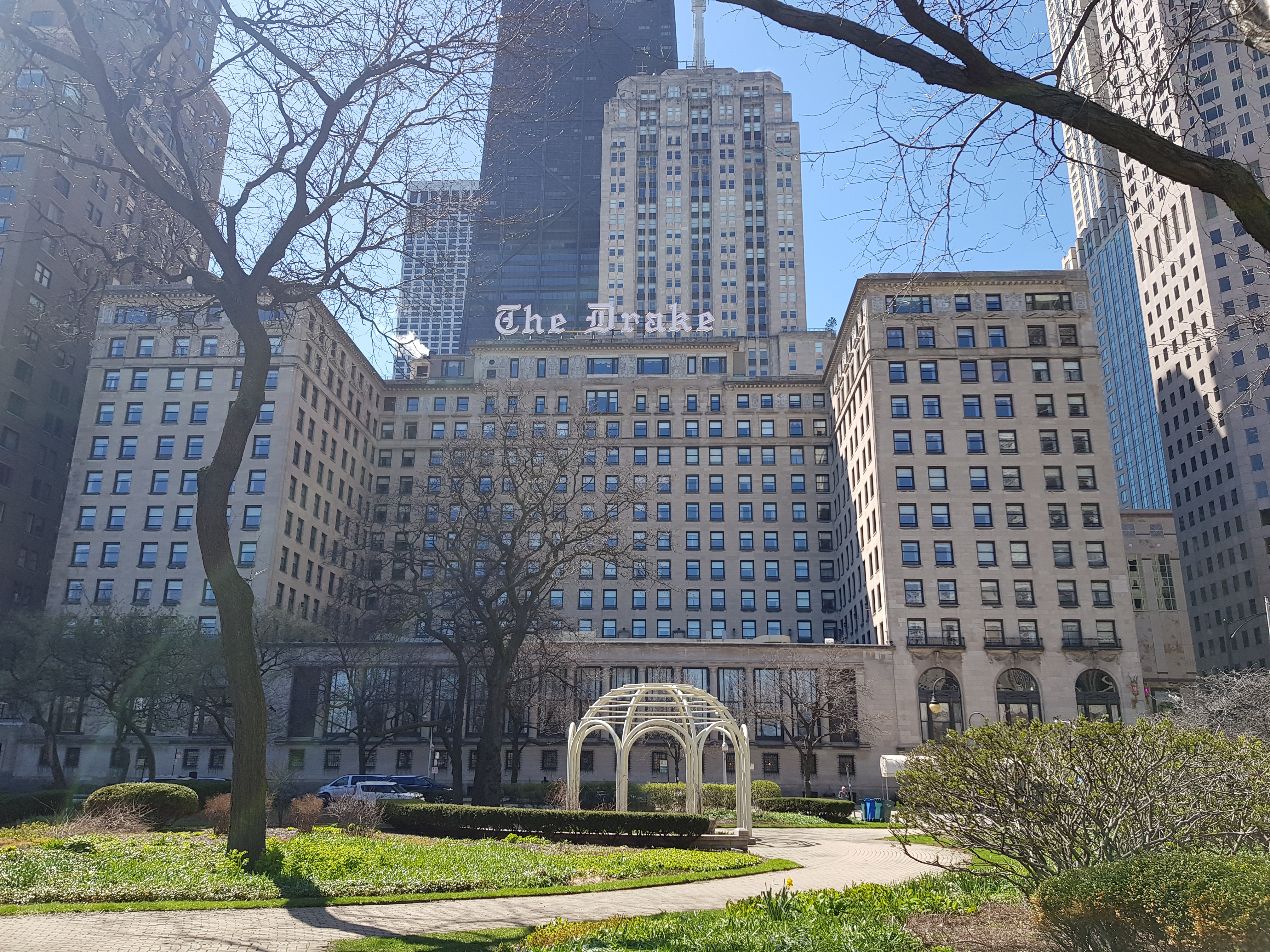
Drake Hotel (Chicago).
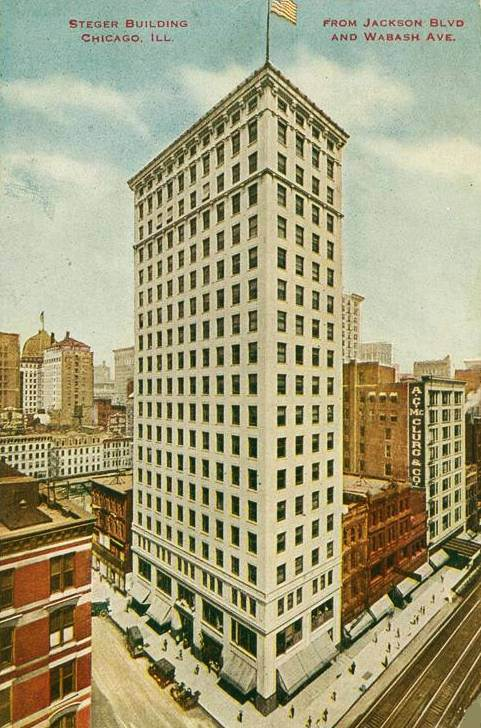
Steger Building (Chicago).
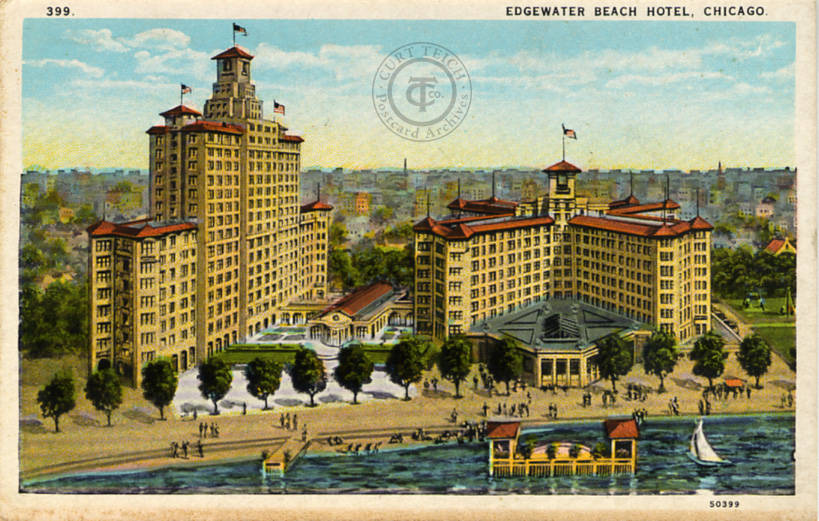
Edgewater Beach Hotel (Chicago).